# جمهورية أرارات
جمهورية أرارات (بالكردية: کۆماری ئارارات، Komara Araratê، أيضًا Komara Agiriyê‏) أو جمهورية أرارات الكردية كانت دولة كردية تقع في شرق تركيا، وتتركز في مقاطعة كاراكوس. «أغري» هو الاسم الكردي لأرارات.

## التاريخ
أعلنت اللجنة المركزية لحزب خويبون Xoybûn تلك الدولة في 28 أكتوبر 1927 أو 1928، خلال موجة تمرد بين الأكراد في جنوب شرق تركيا. كما عُين إحسان نوري قائدًا للجيش، وتم تعيين إبراهيم حسكي على رأس الحكومة المدنية.
في الاجتماع الأول للحزب، أُعلن إحسان نوري باشا القائد العسكري لتمرد أرارات. تم تعيين إبراهيم حسكي قائدا للإدارة المدنية. في أكتوبر 1927، اختاروا كرد آفا، أو كردافا، وهي قرية بالقرب من جبل أرارات، عاصمةً مؤقتة لكردستان. وجه الحزب نداءات إلى القوى العظمى وعصبة الأمم وأرسل أيضًا رسائل إلى الأكراد الآخرين في العراق وسوريا لطلب التعاون. لكن تحت ضغط تركيا، فرضت الإمبراطورية البريطانية وكذلك فرنسا قيودًا على أنشطة أعضاء الحزب.
هزمت القوات المسلحة التركية فيما بعد تلك القوات في سبتمبر 1930.

## علم جمهورية أرارات
ظهر العلم لأول مرة خلال حركة تمرد الأكراد عن الدولة العثمانية ويشبه نسخة سابقة أنشأتها منظمة Xoybûn (خويبون)، التي نشطت في تمرد أرارات عام 1930.

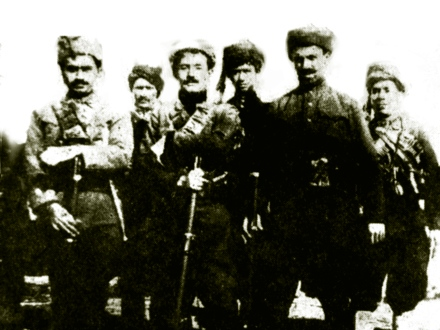
من اليسار إلى اليمين: Sipkanlı Halis Bey، إحسان نوري باشا، فيرزينده بكHasenanlı Ferzende Bey